# Az Út (folyóirat, 1934)
Az Út Kolozsváron kiadott zsidó társadalomtudományi havi folyóirat (címe az 5. számtól Zsidó Út). Szerkesztője Salamon Ottó, felelős szerkesztőként a lapon Barzilay Kugel István neve szerepel. 1934-ben megjelent, összesen 10 számában a szerkesztőkön kívül Adler Hubert, Berkes Dávid, Moreno Sándor, Spielberger Leó és Szigeti Péter írásaival találkozunk.